# Bandera de la región de Coquimbo
La Bandera de la Región de Coquimbo es, junto con su escudo, los símbolos de esta región.

## Historia
Fue aprobada por el Consejo Regional de Coquimbo en noviembre de 2013, inspirándose en el logotipo oficial del gobierno regional —instaurado en 1999 cuando fue aprobado el manual de normas gráficas del gobierno regional—, el cual reflejaba la sistemización conceptual de la imagen corporativa del organismo. El 26 de septiembre de 2010, en la sesión ordinaria 490, el Consejo Regional aprobó el acuerdo 4715 que reglamentó las normas gráficas y en cuyo texto se establece la existencia de la bandera regional. Dicha bandera presentada por primera vez el 27 de diciembre del mismo año.

## Descripción

Antigua bandera regional (1975-2013).

Es una bandera azul con una estrella blanca en la esquina inferior izquierda. En la parte superior, en el centro, un sol amarillo y un cielo azul claro. En la parte superior derecha, una tierra verde con franjas verde oscuro.
Consiste en un diseño en que se representan las principales postales de la zona: el cielo de color azul y la estrella blanca, simbolizando los observatorios astronómicos; el amarillo y celeste representando el cielo diurno y el clima local; y las bandas de tonos verdes que simbolizan la producción agrícola y pisquera. Dicho símbolo corresponde al logotipo del Gobierno Regional de Coquimbo, desarrollado por la empresa Conceptos Asociados Ltda., el cual había sido oficializado por la resolución 729 del 10 de mayo de 2000.
Hasta diciembre de 2013 la bandera regional no oficial consistía en un paño azul con el escudo de la Región de Coquimbo en el centro.

## Banderas comunales
Algunas municipalidades de la Región de Coquimbo poseen banderas propias.

La Serena
Coquimbo
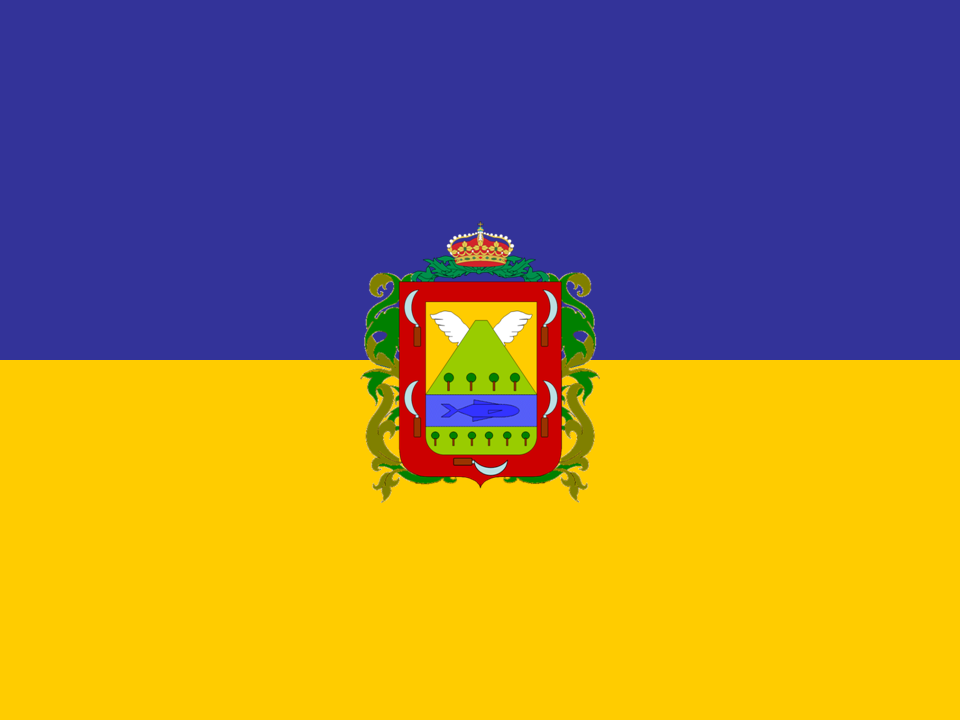
Illapel
Ovalle
Salamanca